# Octaspidiotus tamarindi
Octaspidiotus tamarindi är en insektsart som först beskrevs av Green 1919.  Octaspidiotus tamarindi ingår i släktet Octaspidiotus och familjen pansarsköldlöss. Inga underarter finns listade i Catalogue of Life.